# Стоилов, Джёрги
Джёрги Стоилов (макед. Ѓорги Стоилов; родился 25 августа 1995 года, Струмица, Македония) — македонский футболист, полузащитник клуба «Академия Пандев» и сборной Македонии.

## Клубная карьера
Воспитанник клуба «Горизонт». 23 мая 2012 года в матче против «Работнички» он дебютировал в чемпионате Македонии. 19 марта 2016 года в поединке против «Младости» забил свой первый гол за «Горизонт». Летом 2017 года Стойлов перешёл в «Академия Пандев». 13 августа в матче против «Шкупи» он дебютировал за новую команду. 16 ноября 2017 года в поединке против «Пелистера» Гиорги забил свой первый гол за «Академию Пандев». В 2019 году он помог клубу выиграть Кубок Северной Македонии.

## Международная карьера
13 октября 2019 года в отборочном матче чемпионата Европы 2020 против сборной Польши Стоилов дебютировал за сборную Северной Македонии.

## Достижения
Командные
 «Академия Пандев»
- Обладатель Кубка Македонии — 2018/2019